# منشأة رمزي
قرية منشاة رمزى هي إحدى القرى التابعة لمركز أطسا في محافظة الفيوم في جمهورية مصر العربية. حسب إحصاءات سنة 2006، بلغ إجمالي السكان في منشاة رمزى 2763 نسمة، منهم 1418 رجل و1345 امرأة.